# Samantha Harrison
Samantha Harrison (Whangarei, 29 de agosto de 1991) es una jugadora neozelandesa de hockey sobre césped.

## Trayectoria
Harrison debutó con la selección de Nueva Zelanda en 2009 en un partido contra Argentina. Tuvo su primera participación olímpica en Londres 2012. Su selección fue la revelación del torneo, al llegar a la semifinal, pero perdió ante Países Bajos. En el partido por la medalla de bronce cayó ante Reino Unido.